# NGC 1970
NGC 1970 est un amas ouvert associé à une nébuleuse en émission situé dans la constellation de la Dorade. Cet amas et cette nébuleuse sont situés dans le Grand Nuage de Magellan. NGC 1970 a été découvert par l'astronome britannique John Herschel en 1835. 

## Association OBdu Grand Nuage de Magellan
En 1970, les astronomes américains Paul W. Hodge (en) et Peter B. Lucke ont publié un article sur les associations d'étoiles OB du Grand Nuage de Magellan. La région désignée sous le nom LH 58 (Lucke-Hodge 58) renferme des associations OB et des régions d'hydrogène ionisé. L'amas NGC 1962, ainsi que les amas NGC 1965, NGC 1966, NGC 1970 associés à des nébuleuses en émission sont situés dans LH-58. LH-58 est à un peu plus de 1° au nord de la nébuleuse de la Tarentule.